# نولان نورث
نولان رمزی نورث (به انگلیسی: Nolan Ramsey North) (زاده ۳۱ اکتبر ۱۹۷۰)، صداپیشه و هنرپیشه آمریکایی است که در شهر نیوهیون ایالت کانتیکت متولد شده‌است. او بیشتر به دلیل حضور در بازی‌های ویدئویی و انیمیشن شناخته شده‌است. وی در ده‌ها بازی رایانه‌ای به عنوان صدا پیشه حضور داشته است که از جمله آن‌ها می‌توان به بازی‌های بزرگی همچون مجموعه آنچارتد (در نقش ناتان دریک)، بازی شاهزاده ایران (در نقش شاهزاده ایران) ، بازی SWAT4(در نقش جرارد"Girard") ، بازی کیش یک آدم‌کش (در نقش دسموند مایلز) روی عروسک (۲۰۱۰)و ددپول (2013) اشاره کرد.
همچنین وی در بازی‌های ندای وظیفه، مارول علیه کپ‌کام، فاینال فانتزی، خدای جنگ، چرخ‌دنده‌های جنگ، هیلو، پورتال ۲ و چندین بازی و انیمیشن دیگر فعالیت داشته است. مجموع کارهای او تا سال 2016 حدود 340 اثر بوده است.
نولان نورث تا به حال 2 بار نیز برای صداپیشگی شخصیت ناتان دریک در آنچارتد 2 (2009) و آنچارتد3 (2011) نامزد جوایز BAFTA Awards شده است